# 廣安正敬
廣安 正敬（ひろやす まさたか）は、日本の映像作家、アニメーター。
主に、NHKの音楽番組「みんなのうた」などのアニメーションを制作している。

## 作成作品一覧

### みんなのうた
- ◆は5分間1曲枠の楽曲。
- 山鳩ワルツ / クレイジーケンバンド（2018年6月・7月放送）